# Ангерона (богиња)
У римској религији, Ангерона или Ангеронија је била стара римска богиња чије се име и функције различито објашњавају. Понекад се поистовећује са богињом Феронијом.

## Опис
Према древним ауторитетима, она је била богиња која је људе ослобађала од бола и туге, или је Римљане и њихова стада избављала од ангине. Такође је била богиња заштитница Рима и чуварица светог имена града, које се можда не би изговарало да не би било откривено њеним непријатељима. Чак се мислило да је то име и сама Ангерона.
Савремени научници сматрају Ангерону богињом сродном Опи, Ака Ларентији и Деа Ди ; или као богиња нове године и сунца које се враћа. Њен фестивал, назван Дивалија или Ангероналија, славио се 21. децембар. Свештеници су приносили жртву у храму Волупије, богиње задовољства, у коме је стајала статуа Ангероне, са прстом на устима, која су била везана и затворена. Она је била обожавана као Анхарија у Фјезоли, где је њен олтар откривен крајем 19. века. У уметности је била приказана са завијеним устима и прстом притиснутим на усне, захтевајући тишину.
Жорж Думезил сматра Ангерону богињом која помаже природи и људима да успешно издрже годишњу кризу зимских дана. Они кулминирају у зимском солстицију, најкраћем дану, који је на латинском познат као bruma, од brevissima (умре), најкраћи дан. Срамота, бол и тескоба узрокована недостатком светлости и хладноће изражени су речју ангор. У латинском језику сродна реч angustiae означава временски простор који се сматра срамотно и болно прекратким. Ангерона и повезани култ гарантовали су превазилажење непријатних angusti dies уских, кратких дана.
Думезил је истакао да римске богиње чије се име завршава суфиксом -она или -оња обављају функцију помагања верницима да преброде одређено време или стање кризе: примери укључују Белону која дозвољава Римљанима да газе преко рата на најбољи начин могуће, Орбоне која брине о родитељима који су изгубили дете,  Пелоније која одбацује непријатеље, Фесоније која дозвољава путницима да савладају умор.
Ангеронине ферије под називом Ангероналија или Дивалија одржане су 21. децембра – дан зимског солстиција. Тог дана папе су принеле жртву богињи у курији Акулеји према Варону или у sacello Volupiae, у близини Порта Романула, једне од унутрашњих капија на северној страни Палатина. Чувена статуа Ангероне, са завијеним и запечаћеним устима и са прстом на уснама у гесту који захтева тишину,  постављена је у Ангеронино светилиште, на олтар Волупији. Думезил у овој посебној особини види разлог због којег је била уврштена међу богиње које су се сматрале кандидатима за титулу тајног божанства чувара Рима.
Думезил сматра да ова особеност Ангеронине статуе наговештава прерогатив богиње који је био добро познат Римљанима, односно њену вољу да тражи тишину. Он примећује да је тишина у време космичке кризе добро документована тачка у другим религијама, наводећи два примера из скандинавске и ведске религије.